# 12526 де Конінк
12526 де Конінк (12526 de Coninck) — астероїд головного поясу, відкритий 25 квітня 1998 року.
Тіссеранів параметр щодо Юпітера — 3,528.